# 真田幹也
真田 幹也（さなだ みきや、1974年5月4日 - ）は、日本の俳優、映画監督。東京都出身。獨協大学経済学部卒。血液型AB型。

## 来歴
- 1998年、舞台『真夜中のパーティー』ハンク役で俳優デビュー。
- 2000年、映画『バトル・ロワイアル』（深作欣二監督）の現場にて映画の魅力を知り、以後映画を意識した活動を開始。
- 2001年、演出家蜷川幸雄氏に出会い演技と共に演出術も学び、2002年に初監督作品を発表。俳優として映画を中心に活動するだけでなく、監督として映画作りを始める。
- 2006年、文化庁「若手映画作家育成プロジェクト」の監督の一人に選出される。
- 蜷川スタジオを経て（有）今井事務所→（有）自転車キンクリーツカンパニー所属。

## 出演

### 映画
- 生地獄（2000年、監督：藤井秀剛）
- バトル・ロワイアル（2000年、監督：深作欣二）
- バトル・ロワイアルII 鎮魂歌（2002年、監督：深作健太）
- 劇場版 仮面ライダー555 パラダイス・ロスト（2003年、監督：田﨑竜太）
- 自殺マニュアル（2003年、監督：福谷修）
- 鉄人28号（2003年、監督：冨樫森）
- NIN×NIN 忍者ハットリくん THE MOVIE（2004年、監督：鈴木雅之）
- ULTRAMAN（2004年、監督：小中和哉）
- デビルマン（2004年、監督：那須博之）
- オペレッタ狸御殿（2004年、監督：鈴木清順）
- ボン・ボヤージュ!（2004年、監督：及川拓郎）
- 痙攣（2004年、監督：田尻裕司）
- kuchisake（2005年、監督：橋口卓明）
- ブレス・レス（2006年、監督：渡辺寿）
- UBIQUITOUS（2009年、監督：渡辺裕子）
- 学校裏サイト（2009年、監督：福田陽平）
- アウトレイジ（2010年、監督：北野武）
- EDO OF THE DEAD（2012年、監督：山本清史）※短篇
- 戦争と一人の女（2013年、監督：井上淳一）
- あいときぼうのまち（2014年、監督：菅乃廣）
- 僕のサボテン（2016年、監督：永田琴）
- 野生のなまはげ（2016年7月16日、監督：新井健市）
- SCOOP!（2016年、監督：大根仁）
- ひかりをあててしぼる（2016年、監督：坂牧良太）
- 雨が降るまで（2017年、監督：城定秀夫）
- あまのがわ（2019年、監督：古新舜）
- 日本極道戦争 第3章（2019年、監督：柿原利幸）
- ファンシー（2020年、監督：廣田正興）
- 望み（2020年、監督：堤幸彦）
- マリッジカウンセラー 結衣の決意（2021年、監督：前田直樹）
- おじドル,ヤクザ（2022年、監督：大川裕明）
- シン・ウルトラマン（2022年、監督：樋口真嗣）[1]
- アキラとあきら（2022年、監督：三木孝浩）
- いまダンスをするのは誰だ？（2023年、監督：古新舜）

### ドラマ
- 土曜ワイド劇場「外科医佐伯真の殺人カルテ」（2001年、テレビ朝日） - 宅配便の男
- 金曜エンタテイメント「ホストクラブ殺人事件」（2002年、フジテレビ） - 若い刑事
- 仮面ライダー龍騎 第35話、36話（2002年、テレビ朝日） - 警官A
- 19borders 第18話、19話（2005年、BS日本） - 劇団員
- 彼らの海・VII -Wish On The Polestar-（2005年、テレビ熊本-フジテレビ） - 担任教師
- ロス:タイム:ライフ（2008年2月〜4月、フジテレビ） - 第4審判
- その男、副署長2 第5話（2008年7月、テレビ朝日） - 日吉亨
- ロス:タイム:ライフ 猫篇（2009年、監督：筧昌也） - 第4審判
- ロス:タイム:ライフ ロックスター篇（2009年、監督：筧昌也） - 第4審判
- 地下鉄サリン事件 15年目の闘い〜あの日、霞ヶ関で何が起こったのか〜（2010年3月20日、フジテレビ） - 男子行員
- 幸せ物語（2010年7月、ＢＳ11） - 新聞記者
- 新・警視庁捜査一課9係 第9話（2010年8月、テレビ朝日） - ライブハウス店員
- ディズニー・オン・クラシック 2010 スペシャル（2010年9月、テレビ東京） - ミキオ
- Mr.サンデー拡大特番 原発危機 克服への闘い（2011年4月、フジテレビ） - 田端隊員
- 金曜プレステージ「鬼刑事 米田耕作」（2012年2月、フジテレビ） - 案内係
- 走馬灯株式会社 第5話（2012年8月、TBS） - 拘置所職員
- 金曜プレステージ「鬼刑事 米田耕作2〜黒いナースステーション〜」（2013年9月、フジテレビ） - 中島浩二
- 独身貴族 第3話（2013年10月、フジテレビ） - 運転手
- 土曜プレミアム「追跡！三億円事件」（2013年12月、フジテレビ） - 刑事A
- HERO 第3話（2014年7月、フジテレビ） - 川邊芳樹
- 素敵な選TAXI 第1話（2014年10月、KTV） - 幹本（犯罪刑事）
- ディア・シスター 第4話（2014年11月、フジテレビ） - 警官
- ああ、ラブホテル 第1話（2014年11月、WOWOW） - 祥太郎
- 花燃ゆ第21回、第28回（2015年5月〜7月、NHK） - 長州藩兵
- 相棒season14 初回スペシャル（2015年10月、テレビ朝日） - 坂崎保
- スペシャリスト 第7話（2016年2月、テレビ朝日） - 新木勝治
- ヒガンバナ〜警視庁捜査七課〜第9話、第10話（2016年3月、日本テレビ） - 捜査員
- 沈まぬ太陽 第5話（2016年6月、WOWOW） - 新生労組司会者
- 黒い十人の女 第1話（2016年9月、YTV） - スタッフ
- 金曜プレステージ「追跡！平成オンナの大事件」（2016年11月、フジテレビ） - 弁護士
- フランケンシュタインの誘惑（2018年2月、ＮＨＫＢＳ） - 大森房吉
- 監査役 野崎修平 最終話（2018年3月、WOWOW） - 若手行員
- アガサ･クリスティ2夜連続ドラマスペシャル「大女優殺人事件」（2018年3月、テレビ朝日） - 佐々木
- 神ノ牙-JINGA- Episode5 (2018年11月、MXテレビ） - 男B
- 下町人情捜査班 朝田真平2（2019年2月、フジテレビ） - 大庭修司
- やすらぎの刻〜道〜 第27話（2019年5月、テレビ朝日） - 村の男
- 相棒season19 第18話（2021年3月、テレビ朝日） - 笠松剛史
- 地面師たち 最終話（2024年7月、Netflix） - 警官A
- 相棒season23 第15話（2025年2月12日、テレビ朝日） - 小谷
- 夫よ、死んでくれないか 第4話-第7話（2025年4月28日~5月19日、テレビ東京） - 高木有斗 役[2]

### その他
- ごごたま～ちちぶ映画祭特集(2014年9月18日、テレビ埼玉）
- レイメイキ(2019年2月、BSフジ、フジテレビ）

### 舞台
- 真夜中のパーティー（1998年、博品館劇場）-ハンク
- トムプロジェクトプロデュース 東海道四谷怪談（1999年、亀有リリオホール 他）-小平
- 現代制作舎創立30周年公演 二丁目のティンカーベル（2001年、シアターサンモール）
- ニナガワカンパニー2001・待つ（2001年10月8日〜10月15日、ベニサン・ピット）
- 転位21 女殺し油地獄（2001年、銀座みゆき館）
- ニナガワカンパニー2003・待つ（2003年7月21日〜30日、ベニサン・ピット）
- 新・近松心中物語（2004年2月2日〜26日、御園座 3月4日〜4月29日、日生劇場 他）
- 椿組野外劇 新宿ブギウギ〜戦後闇市興亡史〜（2005年7月15日〜24日、花園神社）
- 少年オヤジ第1回公演 郭公（2005年、新宿ゴールデン街劇場）
- アートボックスプロデュース Moon Light Snow （2006年、アートボックスホール）
- 少年オヤジ第2回公演 カサブタ 〜牧野家の幸福な人々〜（2006年、新宿サニーサイドシアター）
- 少年オヤジ第3回公演 ササクレ 〜神様になれなかったあの子〜（2007年、下北沢OFFOFF）
- 東京マハロ ぼく願ふ、きみ想ふ（2007年、大塚萬スタジオ）
- 劇団ピンク校舎 きっと明日も、桜散る（2008年、銀座小劇場）
- ロス:タイム:ライフ（2008年3月24日〜4月13日、東京グローブ座 4月17日〜19日 大阪厚生年金会館）-第4審判 役
- 少年オヤジ第4回公演 ザ・シックス・メカニクス（2008年、中野あくとれ）
- 劇団ピンク校舎 夢の中に君がいる（2009年、アイピット目白）
- 少年オヤジ第5回公演 スパイラルスパイス（2009年、劇場momo）
- せんにゅうかん（2010年11月25日〜28日、BONOBON 2012年3月16日〜18日、関内ホール）
- 兵士の物語（2015年9月9日、神戸文化ホール）-主演 兵士
- わらび座　ハルらんらん（2016年4月16日〜7月24日、わらび劇場）-和崎豊之
- ジェットラグプロデュース　昼下りの非情事（2017年4月14日～25日、SPACE梟門）-古賀和樹
- 探偵ミステリーツアー　七つの城石（2017年6月16日～19日、熊本市内各所）
- 兵士の物語（2021年12月28日、新長田ピフレホール）-兵士 役

### CM
- アメリカンホームダイレクト「持病でも申し込める保険 / 紹介編」（2013年）
- 中国電力「電気の引っ越しはお早めに」篇（2013年）
- IHI「笑わせる人」篇（2013年）
- シノケン「バー」篇（2016年）
- アスザックフーズ「卵1個で茶碗蒸しの素」（2016年〜）
- 日本電産「私はモータ」篇（2018年～）
- 大正製薬 ナチュラルケアタブレット「モニタリング」篇（2021年〜）
- サントリー「味わう伊右衛門」レストラン篇（2024年）
- アリナミンEX プラスα「ききました！銀のアリナミン」（肩）篇（2025年）

### WEB CM
- 中外製薬オンコロジームービー「ある薬剤師の1日」篇（2016年）
- 川崎市ブランディングムービー「WAYS」（2017年～）
- オリックス生命「Withと新CUREでご家族に大きな安心を～脳卒中編～」（2018年〜）

### ラジオCM
- ヤマハ「inpres UD+2」（2017年）

## 主な監督作品

### 短編映画
- 『ユメミガチナヒ』（2002年）
- 『セラミド』（2005年）2006 ドイツ・ニッポンコネクション映画祭上映

- 『我が青春に悔あり』（2005年）2006 ひろしま映像展 入選

- 『tactics』（2006年）2007 伊万里・黒澤映画祭 入選

- 『Life Cycles』（2007年）文化庁委嘱事業「若手映画作家育成プロジェクト2006」にて制作

- 『ゴメンナサイが言えなくて』（2008年）
- 『キスナナ the FInal』（2013年）第6回沖縄国際映画祭にて上映　高砂しあわせ映画祭 高砂市観光協会長賞

- 『道玄坂事変』（2013年）第1回MMC映画少年短編映画祭 準グランプリ

- 『オオカミによろしく』（2014年）ちちぶ映画祭2014 グランプリ

- 『俺のヒロイン』（2014年）しがショートフイルムフェスティバル 入選

- 『ママのお気に入り』（2015年）第4回岩槻映画祭 入選

- 『Colorful』（2015年）京都国際映画祭2017にて上映
- 『オファーを待ちながら』（2022年）第45回湯布院映画祭にて上映

### 長編映画
- 『ミドリムシの夢』（2019年） SKIPシティ国際Dシネマ映画祭2019 国内長編コンペティションにて上映

- 『ミドリムシの姫』（2022年）SKIPシティ国際Dシネマ映画祭2022にて特集上映
- 『尾かしら付き。』（2023年） ヒューマントラストシネマ渋谷他にて全国劇場公開

### ドラマ
- 『課長 島耕作のつぶやき』（2024年10月〜12月、朝日放送テレビ）